# Reid (motorfiets)
Reid is een historisch merk van motorfietsen.
Tim Reid ontwierp in 1951 een watergekoelde tweecilinder tweetakt-boxermotor met cardanaandrijving. In 1961 bouwde hij nog een viercilinder versie. Of de motoren ooit in productie zijn geweest is niet bekend.